# Saison 5 de The Crown
Chronologie
Saison 4 de The Crown Saison 6 de The Crown
La cinquième saison de la série télévisée The Crown a été mise en ligne sur Netflix le 9 novembre 2022. La première diffusion de cette saison a lieu après la mort du prince Philip le 9 avril 2021 et la mort de la reine Élisabeth II le 8 septembre 2022.
Imelda Staunton joue le rôle d’Élisabeth II, aux côtés des principaux acteurs Jonathan Pryce, Lesley Manville, Jonny Lee Miller, Dominic West et Elizabeth Debicki. Cette saison marque le troisième et dernier renouvellement des acteurs de la série, après les groupes d'acteurs menés par Claire Foy (saisons 1 et 2) et Olivia Colman (saisons 3 et 4).

## Synopsis
La cinquième saison de The Crown se déroule sur la période allant de 1991 à 1997. L'intrigue couvre la période de John Major au pouvoir. La saison aborde également les nombreux divorces affectant la famille royale au début des années 1990, tels que celui du prince Andrew et de Sarah Ferguson, celui de la princesse Anne, et enfin celui du prince Charles et de Diana Spencer ; elle dépeint également l'annus horribilis de la reine Élisabeth en 1992, l'interview de Diana dans Panorama, la visite de la reine en Russie, le démantèlement du navire Britannia, la rétrocession de Hong Kong à la Chine, le départ de John Major mais aussi l'arrivée de Tony Blair au pouvoir.

## Distribution

### Acteurs principaux
- Imelda Staunton (VF : Catherine Davenier) : Élisabeth II[3]
- Jonathan Pryce (VF : Jean-Luc Kayser) : Philip Mountbatten[4]
- Lesley Manville (VF : Annie Le Youdec) : Margaret du Royaume-Uni[5]
- Dominic West (VF : Christian Gonon) : Prince Charles[6]
- Jonny Lee Miller (VF : Guillaume Lebon) : John Major[7]
- Olivia Williams (VF : Marie Giraudon) : Camilla Parker Bowles[8]
- Claudia Harrison (VF : Pamela Ravassard) : Anne du Royaume-Uni
- Natascha McElhone (VF : Rafaèle Moutier) : Penelope Knatchbull
- Marcia Warren (VF : Françoise Pavy) : Elizabeth Bowes-Lyon[9]
- Khalid Abdalla (VF : Nessym Guetat) : Dodi Al-Fayed
- Salim Daw (VF : Omar Yami) : Mohamed Al-Fayed
- Elizabeth Debicki (VF : Victoria Grosbois) : Diana Spencer[10]

### Acteurs récurrents
- Flora Montgomery : Norma Major
- Andrew Havill (VF : Bernard Lanneau) : Robert Fellowes
- James Murray (VF : Alexandre Gillet) : Andrew d'York
- Emma Laird Craig : Sarah Ferguson
- Sam Woolf : Prince Edward
- Senan West (VF : Tony Sanial) : William de Galles [11] (enfant)
- Will Powell : Harry de Galles (enfant)
- Chayma Abdelkarimi : Samira Khashoggi (jeune)
- Humayun Saeed (en) (VF : Marc Perez) : Dr Hasnat Khan
- Lydia Leonard (en) : Cherie Blair
- Philippine Leroy-Beaulieu (VF : elle-même) : Monique Ritz
- Theo Fraser Steele (VF : Guillaume Bourboulon) : Timothy Laurence
- Jude Akuwudike (en) (VF : Jean-Baptiste Anoumon) : Sydney Johnson

### Invités
- Claire Foy (VF : Adeline Moreau) : Élisabeth II (jeune)
- Alex Jennings (VF : Philippe Valmont) : Édouard VIII
- Lia Williams : Wallis Simpson
- Richard Roxburgh : Bob Hawke[12]
- Vanessa Kirby : Margaret du Royaume-Uni (jeune)
- Hanna Alström : Heini Wathen
- Timothy Dalton (VF : Edgar Givry) : Peter Townsend
- Prasanna Puwanarajah (en) (VF : Eilias Changuel) : Martin Bashir
- Bertie Carvel (VF : Bertrand Nadler) : Tony Blair[13]

 Source et légende : version française (VF) sur RS Doublage et cartons de doublage français.

## Liste des épisodes
1. Comme un déjà vu (Queen Victoria Syndrome)
2. Le Système (The System)
3. Mou Mou (Mou Mou)
4. Annus Horribilis (Annus Horribilis)
5. Des précautions salutaires (The Way Ahead)
6. La Maison Ipatiev (Ipatiev house)
7. No Woman's land (No Woman's land)
8. Une vraie poudrière (Gunpowder)
9. Couple numéro 31 (Couple 31)
10. Déclassement (Decommissioned)

## Production

### Casting
En janvier 2020, la production annonce qu'Imelda Staunton reprend le rôle d'Elisabeth II succédant à Olivia Colman et à Claire Foy. En juillet 2020, on annonce que Lesley Manville  incarnera la princesse Margaret, et le mois suivant, Jonathan Pryce et Elizabeth Debicki sont choisis respectivement pour les rôles du prince Philip et de Diana, princesse de Galles,. En avril 2021, Dominic West a été choisi pour jouer le prince Charles. En juin 2021, Jonny Lee Miller a été désigné pour celui de John Major ; et Olivia Williams a annoncé qu'elle incarnerait Camilla Parker Bowles,. Le 18 novembre 2021, il est annoncé que Senan West, le fils de Dominic, était retenu pour jouer le prince William. En mars 2022, Philippine Leroy-Beaulieu est designée pour le rôle de Monique Ritz.